# Municipio de Saline (condado de Hot Spring)
El municipio de Saline (en inglés: Saline Township) es un municipio ubicado en el condado de Hot Spring en el estado estadounidense de Arkansas. En el año 2010 tenía una población de 1764 habitantes y una densidad poblacional de 26,65 personas por km².

## Geografía
El municipio de Saline se encuentra ubicado en las coordenadas 34°27′12″N 92°44′6″O / 34.45333, -92.73500. Según la Oficina del Censo de los Estados Unidos, el municipio tiene una superficie total de 66.19 km², de la cual 66,16 km² corresponden a tierra firme y (0,04 %) 0,02 km² es agua.

## Demografía
Según el censo de 2010, había 1764 personas residiendo en el municipio de Saline. La densidad de población era de 26,65 hab./km². De los 1764 habitantes, el municipio de Saline estaba compuesto por el 97,68 % blancos, el 0,34 % eran afroamericanos, el 0,23 % eran amerindios, el 0,17 % eran asiáticos, el 0,51 % eran de otras razas y el 1,08 % eran de una mezcla de razas. Del total de la población el 0,91 % eran hispanos o latinos de cualquier raza.